# Cobbonchus teres
Cobbonchus teres är en rundmaskart. Cobbonchus teres ingår i släktet Cobbonchus och familjen Cobbonchidae. Inga underarter finns listade i Catalogue of Life.